# Bhanaka
Bhanaka (tiếng Pali: Bhāṇaka; phiên âm: bối-nặc, nghĩa Hán Việt: trì tụng, hiệp bối) là một thuật ngữ gốc tiếng Pali dùng để chỉ là những nhà sư chuyên ghi nhớ và đọc thuộc lòng một tạng văn cụ thể trong kinh điển Phật giáo. Các dòng truyền thừa bhāṇaka chịu trách nhiệm bảo tồn và truyền bá những lời Phật dạy cho đến khi kinh điển được lập thành văn tự vào thế kỷ thứ nhất trước Công nguyên, và suy giảm khi việc truyền khẩu kinh văn thuở sơ khai được thay thế bằng phương pháp truyền bá bằng kinh sách.

## Giai đoạn Phật giáo sơ kỳ
Cả truyền thống Phật giáo và giới học thuật đều đồng thuận rằng vào thời sơ kỳ tất cả trường phái Phật giáo đều bảo tồn kinh văn của mình bằng phương pháp truyền khẩu – với những bằng chứng quan trọng về cấu trúc và các đặc điểm nổi bật của các kinh văn Phật giáo sơ kỳ, sự thiếu vắng các quy định Luật tạng liên quan đến chữ viết và văn bản, và các thuật ngữ bắt nguồn từ thực tiễn của việc lắng nghe và đọc thuộc lòng được sử dụng để mô tả lời dạy của Đức Phật và các hoạt động của Tăng đoàn sơ khai.
Hệ thống bhāṇaka được cho là có nguồn gốc từ Ấn Độ, nhưng phần lớn bằng chứng văn bản liên quan đến bhāṇaka lại đến từ Sri Lanka. Các học giả nghi ngờ rằng những kỹ thuật tương tự đã được sử dụng bởi tất cả các bộ phái Phật giáo để truyền tải nội dung của các A-hàm, nhưng ngoài truyền thống Thượng tọa bộ, có rất ít thông tin về thời kỳ tiền văn học của các bộ phái. Bằng chứng sớm nhất về sự liên kết của các bhāṇaka với việc đọc thuộc lòng các phần cụ thể của kinh điển Phật giáo có từ thế kỷ thứ 2 hoặc thứ 3 trước Công nguyên.
Tất cả các trường phái Phật giáo đều đồng ý rằng ngay sau khi Đức Phật nhập diệt, một đại hội kết tập gồm các đại đệ tử của Ngài đã được tổ chức để làm rõ và ghi nhớ lại những lời dạy của Ngài. Tại Đại hội kết tập đầu tiên, tôn giả Ưu-bà-ly đã được hỏi về nội dung của Giới luật và tôn giả A-nan-đà cũng được hỏi tương tự về Giáo pháp. Sau khi hội đồng đã đồng ý về nội dung của các giáo lý, họ bày tỏ sự chấp nhận của mình đối với kinh điển bằng cách cùng nhau trì tụng chúng.
Các đại hội kết tập tiếp theo được mô tả là tuân theo cùng một thủ tục cơ bản để so sánh và hiệu chỉnh nội dung của kinh điển, với các chuyên gia trong từng lĩnh vực được triệu tập đọc lại toàn bộ kinh văn để Tăng đoàn xác nhận.

## Truyền thống Theravada
Theo Buddhaghosa, truyền thống truyền khẩu của Mahavihara, mỗi bộ trong bốn bộ kinh được giao cho một trưởng lão của Tăng đoàn nguyên thủy và các học trò của họ để bảo quản. A-nan-đà được giao giữ gìn Trường Bộ, Xá-lợi-phất phụ trách Trung Bộ, Ma-ha-ca-diếp phụ trách Tương ưng Bộ, và A-nậu-lâu-đà (Anuruddha) phụ trách Tăng chi Bộ.
Các học giả nghi ngờ rằng kinh điển và bốn bộ Nikaya khó có thể đã được thiết lập ở dạng hoàn chỉnh ở thời kỳ sớm như vậy. KR Norman gợi ý rằng câu chuyện có thể là sự phản ánh của các hoạt động sau này. Một số kinh văn trong Luận tạng (Abhidhamma Piṭaka) và Tiểu Bộ (Khuddaka Nikaya) của truyền thống Theravada rõ ràng bắt nguồn từ sau Đại hội kết tập thứ nhất, nhưng truyền thống Theravada nhìn chung coi các phần của A-tì-đạt-ma đã được đưa vào giai đoạn này như một phần của kinh điển. Các kinh văn được xác định là có nguồn gốc tương đối muộn (sau Đại hội kết tập lần thứ ba) cũng được truyền thống Theravada gộp vào lần kết tập đầu tiên. Những kinh văn không phù hợp với bất kỳ bộ kinh nào trong bốn bộ kinh được gán cho Khuddaka (bao gồm Vi Diệu Pháp trong một số truyền thống).
Trong các bản chú giải Theravada, người ta tìm thấy các tài liệu tham khảo về bhāṇaka chuyên về từng bộ trong bốn bộ kinh Nikaya, cũng như Jataka-bhāṇaka, Dhammapada-bhāṇaka, và Khuddaka-bhāṇaka. Mỗi nhóm bhāṇaka chịu trách nhiệm đọc thuộc lòng và giảng các kinh văn của họ, và dường như đã thực hiện chú giải độc lập về cách kinh văn của họ được tổ chức và các phiên bản của câu chuyện và học thuyết mà họ bảo tồn - các cách đọc khác nhau giữa các phiên bản nội dung được bảo tồn trong cả Digha Nikaya và Majjhima Nikaya chẳng hạn, có thể là do sự bảo tồn các phiên bản khác nhau của các trường phái bhāṇaka khác nhau. Các trường phái bhāṇaka khác nhau có thể đã 'đóng khung' kinh điển của họ vào những thời điểm khác nhau, và cũng như một số trường hợp mà các kinh văn khác nhau của Khuddaka Nikaya và Abhidharma Pitaka được họ chấp nhận là kinh điển.
Các bản khắc trên tháp từ Ấn Độ có niên đại vào thế kỷ thứ 2 trước Công nguyên đề cập đến các bhāṇaka chuyên giảng dạy kinh điển hoặc biết bốn bộ kinh Nikaya/Agama nhưng không thể hiện họ là người chuyên về một bộ kinh duy nhất. Ngược lại, những bản khắc trong hang động từ Sri Lanka có niên đại từ thế kỷ thứ 3 trước Công nguyên đến thế kỷ thứ nhất sau Công nguyên đưa ra những tham chiếu cụ thể đến các nhà sư chuyên về Tương ưng Bộ, Trung Bộ, hoặc Tăng chi Bộ. Các vai trò như bhāṇaka của một bộ kinh cụ thể được truyền thừa trực tiếp từ sư phụ sang đệ tử.
KR Norman gợi ý rằng truyền thống Theravada tổ chức các bhāṇaka cho từng Nikaya có thể không hình thành cho đến sau Đại hội kết tập lần thứ hai. Dipavamsa đề cập đến một tổ chức 'chín lần' của các kinh văn ban đầu được chia thành các chương riêng lẻ tại Đại hội đầu tiên, điều này có thể phản ánh một phương pháp tổ chức trước đó.
Các tài liệu tham khảo về abhidhammika (chuyên gia về Vi Diệu Pháp) nhưng không đề cập đến Abhidhamma-bhāṇaka trong Milindapanha có thể gợi ý rằng hệ thống bhāṇaka bắt nguồn từ trước khi Abhidhamma Pitaka bị 'đóng khung' bởi các Theravadin (được họ xác định niên đại từ thời vua A Dục tại Đại hội kết tập lần thứ ba) nhưng, vì Vi Diệu Pháp có thể đã được đọc thuộc nhiều loại kinh khác nhau, nên cũng có thể chỉ ra rằng việc trở thành một chuyên gia trong một nhánh kinh điển khác với việc chịu trách nhiệm về việc đọc thuộc lòng nó.

## Suy tàn
Không có thời điểm cố định cho sự kết thúc truyền thống bhāṇaka, nhưng các học giả thường tin rằng truyền thống này đã suy tàn khi kinh điển Phật giáo ngày càng bắt đầu được bảo tồn thông qua các văn tự. Buddhaghosa đã viết về bhāṇaka như thể chúng cùng thời vào khoảng thế kỷ thứ 5, nhưng có thể phản ánh quan điểm của các bài bình luận Sinhala trước đó - nhận xét của ông không khẳng định chắc chắn rằng các truyền thống bhāṇaka vẫn còn tồn tại trong thời đại của ông.
Culavamsa đề cập đến một bhāṇaka vào cuối thế kỷ 13, nhưng vào thời điểm này, thuật ngữ này có thể đã trở thành thuật ngữ chung cho một nhà thuyết giáo hoặc chuyên gia đọc thuộc lòng, thay vì một nhà sư đã lưu giữ một phần quan trọng của kinh điển bằng trí nhớ.